# Pobres millonarios
Pobres millonarios è un film del 1957 sceneggiato e diretto da Fernando Cortés.

## Produzione
Il film fu prodotto dalla Producciones Sotomayor.

## Distribuzione
Fu presentato in prima a Città del Messico il 25 dicembre 1957.